# スティーブン・オースティン

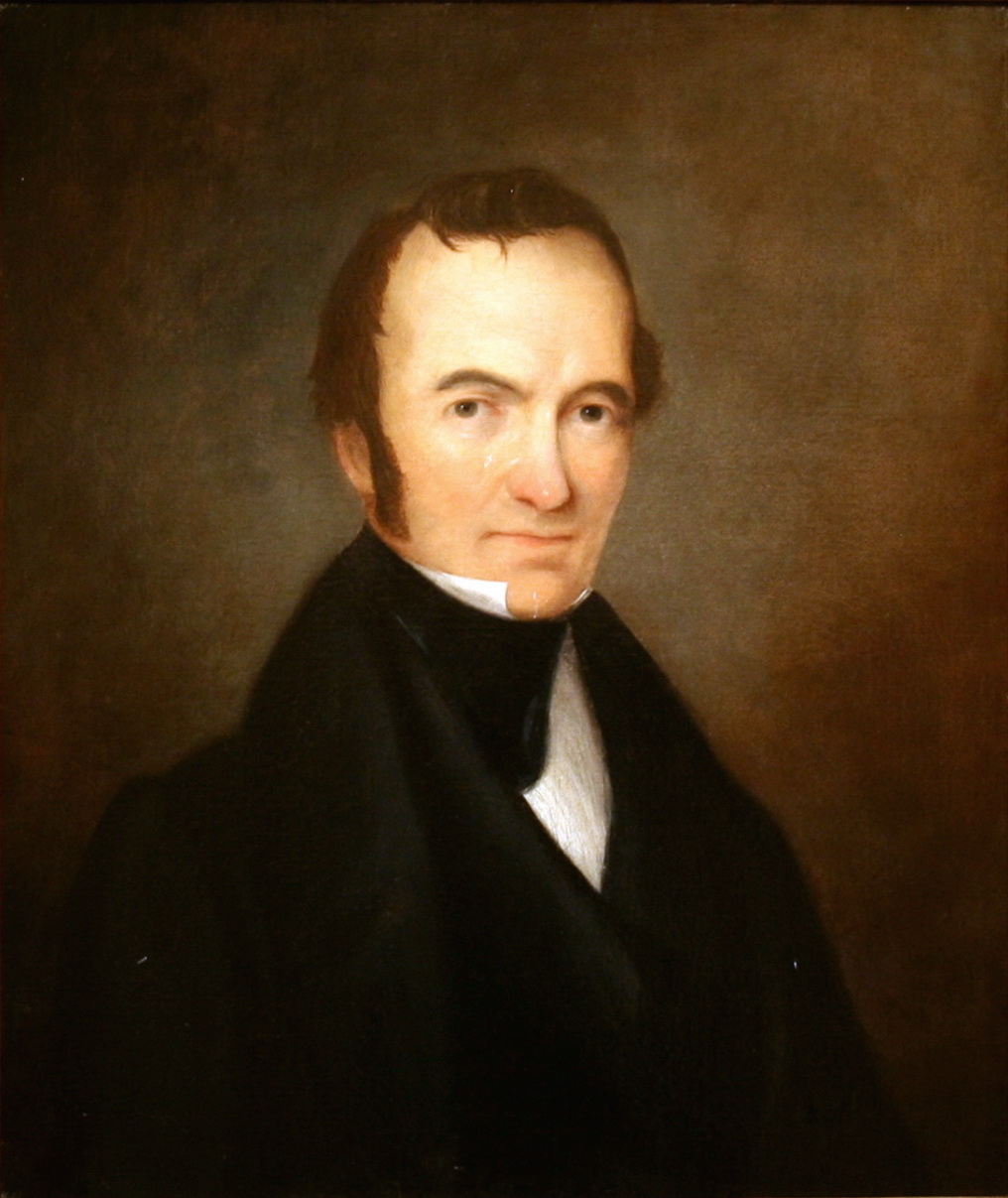
スティーブン・オースティン

スティーブン・フラー・オースティン（Stephen Fuller Austin、1793年11月3日 – 1836年12月27日）はテキサス州へのアングロアメリカ人の入植を推し進め、「テキサスの父」として知られる人物。現在のテキサス州の州都であるオースティン市や郡名である「オースティン郡」、ナカドーチェスにあるスティーブン・F・オースティン州立大学およびいくつかのK-12（大学入学前の初中級）スクールに今もその名が残っている。

## 若年時代
スティーブン・F・オースティンは米南西部バージニア州のリッチモンドの南西250 kmに位置するワイズ郡にある鉛鉱山の町で、父モーゼと母マリアの間に第二子（長男）として生まれた。第一子（長女）エリーザ (Eliza) は生まれてひと月で亡くなっている。1798年6月8日、彼が5歳の時､ミシシッピ川の40マイル西（現在のミズーリ州）にある鉛鉱山の町に家族とともに引っ越す。ここで彼の父親はスペイン人知事であるゼノン・トルドーの許可を得て、「ブルターニュ鉱山 (Mine a Breton)」 を買い取る。さらに1813年には議会に働きかけを行いこの地に新しい郡（ワシントン郡）を設立し、郡庁所在地を置くことに成功する（現在のミズーリ州ワシントン郡ポトシ）。町の名前である「ポトシ」はボリビアにある世界最大（当時）の銀鉱山を有する町であるポトシ (Potosi) に因んで付けられた。スティーブンが10歳になったとき、コネチカット州のベーコン・アカデミーに進学し、さらにケンタッキー州レキシントンのトランシルヴァニア大学へ進み1810年に卒業する。
ケンタッキーからポトシに戻った直後、スティーブンは家族が経営する雑貨店に勤めたが、最終的には父から家族の鉱山事業の大部分の管理を引継いだ。1813年5月24日にはミズーリ民兵旗手に任命され、9月後半にはアレキサンダー・マクネア大佐の率いる第一連隊の新兵として入隊した。1813年10月21日には補給係将校副官として除隊。1815年にはミシシッピ川西岸では初めてのロッジであるミズーリ州セント・ジェヌビエーブにあるルイジアナ第109ロッジでフリーメイソンになった。その後セントルイス第111ロッジにメンバーシップを移した。1815年から1819年にかけてミズーリ地方の代議員を務め、セントルイス銀行の危機救済に際してはその影響力を行使した。
ミズーリにおけるファミリー会社の失敗の後、1820年にオースティンは新たなチャンスを求めてアーカンソー州に移り、商品取引や土地投機に係わった。既に1818年に南西アーカンソーのレッド川 (Red River) 沿いの ロングプレーリーと呼ばれる地域の土地を入手していた。アーカンソーでは知事から第一管区の巡回判事に任命されたが、仕事をしたのは1820年7月から8月にかけての僅かな期間で、すぐにルイジアナに移ってしまった。11月にはニューオーリンズの法律家であり元ケンタッキー州議会議員のジョセフ・ホーキンスの下で法律の勉強を始めた。

## テキサスへ
スティーブンがニューオーリンズに滞在している頃、彼の父モーゼはサンアントニオを訪れ、当時スペイン領であったテキサス内の土地の入植認可を受けた。彼はアメリカ人カトリック教徒300世帯をここに入植させることを意図していた。スティーブンはこの父親の冒険的事業を一緒に行うことには気が進まなかったが、ジョセフ・ホーキンスは父親を支持・援助せよと迫り、結果的にはこのことが彼の人生の転機となった。父モーゼ・オースティンは1821年6月10日に死亡したが、スティーブンは蒸気船ビーバー号に乗り、エラズモ・セグイン率いるスペイン政府関係者に会うためにニューオーリンズを出発した後だった。父の死を知ったのは一ヵ月後の7月10日、ルイジアナのナケテシュ (Natchitoches) においてであった。「知らせにショックを受けた。世界で一番愛情と情に厚い父親の一人でした。His faults I now say, and always have, were not of the heart. 」。彼らの一行は、スティーブンの父親の受けた入植の再認可を求め3週間をかけて300マイル先のサンアントニオに8月12日、到着した。知事アントニオ・マルティネスは再認可を出し、サンアントニオとブラゾス川の間のメキシコ湾岸地帯において開拓・殖民に適した場所の探すための調査許可を与えた。探検調査にはマニュエル・ベセラ及び3人のアラナマ・インディアンがガイドとして同行した。スティーブンはブラゾスとコロラド両川に沿った土地が利用可能であるとの調査結果を公表し、ニューオーリンズで広告宣伝を行った。「夫婦及び二人の子供を持つ家族では、1エーカー当たり12.5セントで1280エーカーの土地を得ることができる」。1821年12月、アメリカ人初の入植者が海や川を渡り現在のテキサス州フォートベンド郡に到着した。

## エンプレサリオ
メキシコ独立革命と、その結果としての1821年のメキシコ第一帝政の成立は、オースティンの入植計画に混乱をもたらした。皇帝アグスティン・デ・イトゥルビデによる臨時政府議会は、移住（入国）者を規制する新政策に基づきスペイン領時代の土地払い下げの再認可を拒否するとマルティネス知事を通じて通告してきた。オースティンは父親の受けた認可の再承認を得るべく議会の説得工作のためメキシコシティに出向き､1823年1月3日に何とかスペイン人皇帝による法律への署名を得た。この法律は一家族あたり1リーグ（4,428エーカー、放牧用）プラス1レーバー（177エーカー、穀物栽培用）の合計4,605エーカーの土地の耕作を認めるものであった。また、移民を促進するため、移民に関する斡旋代理人を指定し、これをエンプレサリオ (Empressario) と呼ぶことも定められた。オースティン自身もエンプレサリオとして67,000エーカーの土地を彼が誘致した200家族の報酬として得た。法律によれば、移民者は政府に対しては何らの支払いも要求されていなかった。このため移民者の中にはオースティンの権利としての1エーカー当たり12.5セントの手数料の支払いを拒否するものも現れ始めた。
メキシコ皇帝アグスティンが1823年3月に退位したとき、各種の法律は再び無効となった。1823年4月、オースティンはテキサスに300家族を受け入れる契約が取れるよう働きかけた。1824年にメキシコ議会は各州に裁量権を与え、ある条件下で公有地の公開と殖民を許す新しい移民法を採決した。1825年にはコアウイラ・イ・テハス州議会はイトゥルビデ時代と同様な法律を可決した。この法律はエンプレサリオ制度を継承し、既婚男性一人につき4,428エーカー（1リーグ）を与え、植民者は6年以内に国へ30ドルを支払わなければならないというものだった。
1825年後半までに、オースティンは最初の300家族の入植を完了させた。彼らは今日、「テキサスの “Old Three Hundred”」と呼ばれている。更にオースティンは1825年から1829年にかけて900家族の入植契約を結んだ。彼は入植者の中で民間と軍隊の両方に顔が利いたが、早い時期からアメリカの法体系を持ち込み、1827年11月にはコアウィラ・イ・テハス州憲法にそれを盛り込んだ。また、入植者保護のため、非正式な小規模武装集団を組織したが、これが後のテキサス・レンジャーである。彼の希望にもかかわらず、オースティンはその努力の割には僅かなお金しか稼いでいなかった。入植者達は彼のエンプレサリオとしての仕事に対する報酬を払う気はなく、得た金銭は政府及び他の公共事業のプロセスに使われてしまった。
この頃、オースティンはテキサスにフリーメイソン団を設立しようとしていた。メキシコの教養のある階級ではフリーメーソンの考え方が確実に定着していた。すなわちブルボン家に忠実な上流階級の間では保守派が秩序を完全にコントロールしていた。1827年まで、メキシコシティに住むアメリカ人がそれまでのヨーロッパ式スコットランド儀礼にかわり、よりリベラルなアメリカ式のヨーク儀礼を広めた。1828年2月11日、オースティンは役員の選挙と新しいグランドロッジをメキシコシティに設立する許可を得るための請願を行うためにサンフェリペの集会に参加した。オースティンはそこで新しいロッジの “Worshipful Master” に選出された。請願書はマタモロスに届き、さらにメキシコシティに回送されるはずであったが何の音沙汰もなかった。1828年まで、メキシコ支配階層はテキサスのリベラルな風潮が独立運動へ繋がるのではという心配をしていた。アメリカのフリーメーソンの政治哲学に完全に気が付き1828年10月25日にはフリーメーソン団を非合法化した。
彼は貿易にも熱心で、メキシコ当局者の歓心を買うために、アメリカ人エンプレサリオであるヘイデン・エドワーズ (Haden Edwards) の起こしたフレドニアン暴動 (Fredonian Rebellion) の鎮圧に手を貸すなどした。しかし、1832年までに11,000人を超える入植者がオースティンの言うことを聞かなくなり、メキシコ政府も、植民地を成長させ、彼らからこの州を買い取ろうとするアメリカ合衆国の努力に対し協力的ではなくなってきた。メキシコ政府は1830年4月までにアメリカからの移民をストップさせようとしたが、オースティンは再びその手腕を生かして彼の植民地だけは例外とさせることに成功した。

## メキシコとの関わり
移民の規制や特恵関税法の導入などにより移民たちの不満が募り、この不満はアナウアク騒擾事件などでピークに達していた。オースティンは傲慢なアントニオ・ロペス・デ・サンタ・アナを支持してでもメキシコの政界に介入する必要を感じた。サンタアナ支持の見返りとし1832年の集会 (Convension of 1832) では移民の再開、関税の免除、コアウイラ州から分離したテキサス州の起立などを要求することを決議した。オースティンは内心では全面的に賛成することはできなかった。むしろ、今は時期が悪いとして急進勢力の説得にあたった。しかし、翌1833年に行われた集会 (Convension of 1833) でも一層内容が膨らんだ要求の決議が行われた。オースティンは1833年7月18日にメキシコシティに出向いて副大統領のバレンティン・ゴメス・ファリアスに面会した。ここで移民停止の棚上げなどいくつかの成果を得たがテキサス州の分離はかなわなかった。一州として起立するためには人口が80,000を超えていることが必要だったが、当時のテキサスのそれは30,000人しかなかったからだ。

## 逮捕
メキシコ議会には9月まで会うことができないと通告されるなど、オースティンは事態の進行が遅いのに苛立っていた。苛立ちの中で、サンアントニオの行政庁 (ayuntamient) 宛に手紙を書いた。内容は、コアウイラ州から分離するために、テキサスの全ての地方行政庁が結束することを促すものであった。1833年12月10日、ルイス・デ・ラ・ロザとともに馬車に乗りメキシコシティを離れ600マイル先の北方を目指した。翌年1月2日に、途中のサルティーリョの町において逮捕された。理由は前年10月に書いた手紙の内容が反乱罪にあたるというもので、知事フランシスコ・ビリャセニョールの命令で司令官ペドロ・ルメスが執行した。オースティンはメキシコシティに送り返され、異端審問刑務所の15番独房に放り込まれた。その後の数ヶ月は刑務所を出たり入ったりを繰り返したが、テキサスの二人の弁護士、ピーター・グレイソンとスペンサー・ジャックの働きで釈放された。オースティンがテキサスに戻ったときには1835年になっていた。

## テキサス独立戦争
オースティンの留守中、テキサスの移民とサンタアナの中央集権政府との対立は更に深まっていた。1835年10月12日から12月11日にかけてのベハル包囲戦においてはオースティンが一時的だがテキサス軍の指揮を取った。怒ったサンタアナの率いるメキシコ軍は1835年夏のアナウアクやベラスコにおける騒擾事件の経験から、素早く準備を整え、テキサスのアングロ人一掃を企てた。本格的な戦争は1835年10月にゴンザレスで始まった。1836年4月21日、サンジャシントの戦いで劇的勝利を収め、翌朝にはサンタアナを捕虜にした時点で、テキサス共和国は1836年3月2日に起草した憲法の下、独立を勝ち得た。

## テキサス共和国
1835年12月、オースティンはブランチ・アーチャーとウィリアム・ワートンとともにアメリカ合衆国からテキサス共和国のコミッショナーに指名された。1836年6月10日にサミュエル・ヒューストンからサンジャシントの戦いにおける勝利の一報を受けたとき、オースティンはニューオーリンズにいた。8月にはテキサスに戻り、ピーチ・ポイントで休養した。8月4日には大統領に立候補することを表明した。選挙の2週間前（8月20日）にサミュエル・ヒューストンが立候補するまではオースティンはこの選挙に勝てると確信していた。オースティンは書き記した。「昔からの移民者達の多くはヒューストンに投票するだろう、彼らは重大な事柄を見極めることができないのだ」。ヒューストンはテキサス東部とレッド・リバー地域、そしてほとんどの兵士から得票した。オースティンの得票587に対してヒューストンは5,119票、ヘンリー・スミスは743票であった。

## 死
1836年10月28日、ヒューストンはオースティンをテキサス上院の長官に任命した。しかし同年12月、新首都コロンビアで重い風邪を患い、医者が呼ばれたが既に為す術がなかった。12月27日正午、肺炎のためジョージ・B・マッキンストリーの家において死亡した。最後の言葉は「テキサスの独立が承認されたぞ！　新聞を見たか？」であったという。オースティンの死の一報を聞いたヒューストンは公式に宣言した、「テキサスの父はもういない。荒野へ第一歩を踏み出したパイオニアは旅立ったのだ」。遺体はオースティン市の州立墓地に埋葬されている。